# Pré-História da Nigéria
A Pré História da Nigéria se inicia num período tardio ainda parte da idade da pedra africana, contemporâneo com o paleolítico superior europeu, a região da Nigéria antiga era possuidora de uma particularidade local, havia muitos movimentos migratórios das altas savanas para as regiões florestais, pois precisavam frequentemente escapar do dessecamento provocado pelo Deserto do Saara.

## Origem
A pesquisa arqueológica pioneira de Thurstan Shaw e Steve Daniels revela que pessoas já habitavam o sudoeste da Nigéria (especialmente os Iwo-Elerus) em 9 000 a.C. e talvez ainda mais cedo que a tribo Uguuelé-Uturu (Okigwe) no sudeste.
A mais antiga amostra de fóssil com característica negroide foi encontrada na região de lii lleru no oeste da Nigéria, num estudo que calcula um aproximado de 10.000 anos, certificando as origens das antigas civilizações na região.
Com os indícios de produção das ferramentas de pedras denominadas micrólitos, bem como machados, flechas etc. propiciaram-se o desenvolvimento da cerâmica pelas tribos vinculadas ao trabalho de pasto da savana, e cerca de 4000 a.C. foi continuado pelas subsequentes comunidades baseadas na agricultura fixando-se os estabelecimentos permanentes. No sul, os caçadores e coletores abriram caminho para a cultura de subsistência e da alimentação básica no primeiro milênio a.C.

## Idade do Ferro
Com o desenvolvimento dos estabelecimentos permanentes, seguiram-se o crescimento da economia diversificada e com ela o surgimento do trabalho com ferro. A transição entre o período neolítico à idade do ferro diferentemente da Europa, não ocorreu na África inclusive na região da Nigéria, uma intermediação da produção de bronze ou cobre. Antigas evidências sobre metalurgia mecânica no sítio arqueológico de Taruga, considerado o seio da antiga cultura de Noque, datam de 700 a.c.
Desmascarando a vertente de que o ferro chegou na África pelos migrantes vindos da Ásia, os indícios de ferros fundidos espalhados no sítio arqueológico provam que a região ocidental da África subsariana possuiu as primeiras civilizações que dominou a fundição, inclusive no norte da Nigéria já no território atual de Níger existe descobertas de fundição de ferro que datam em até 1500 a.C. As escavações da barragem de Kainji revelaram também o uso da mesma metalurgia em 200 a.C.

## Sociedades
Muitas sociedades que surgiram na Antiguidade da África estão em vasto estudo, e suas afirmações não estão fortemente estabelecidas.

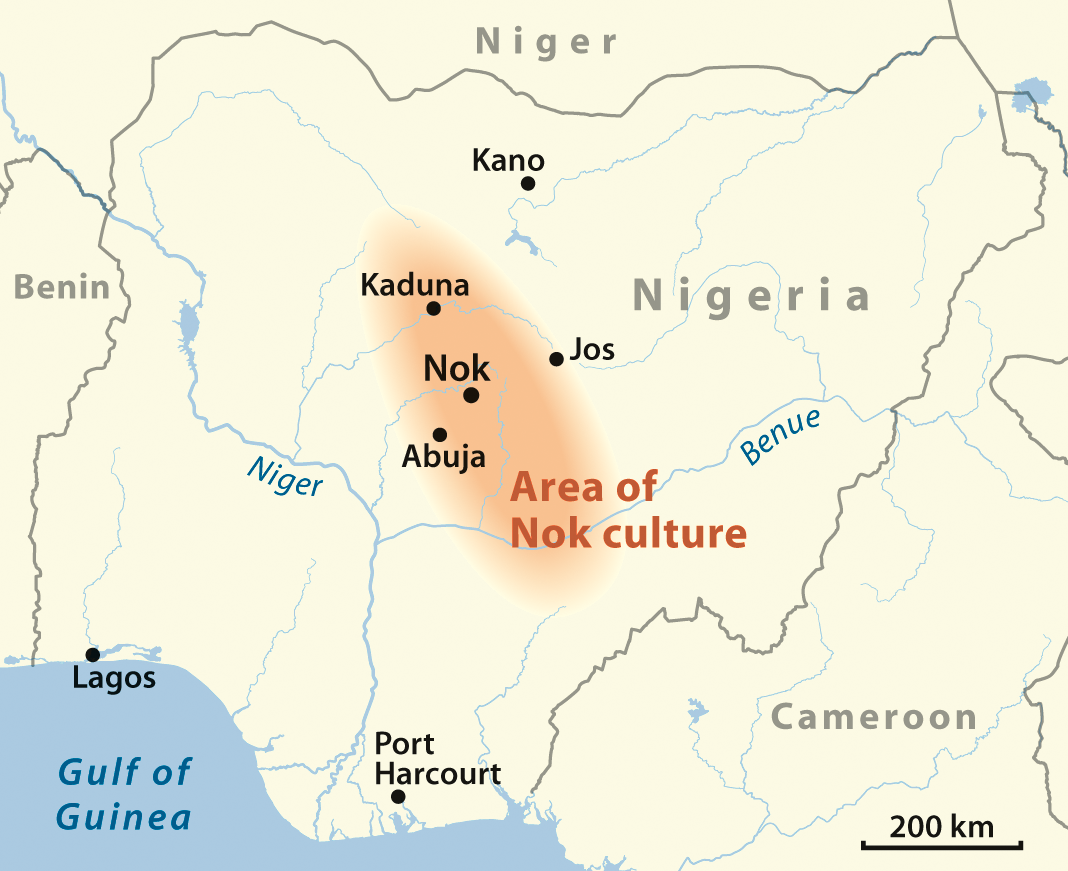
Cultura de Noque

### Cultura de Noque
A Cultura de Noque apareceu cerca de 1 000 a.C. e desapareceram sobre circunstâncias ainda desconhecidas por volta de 500 d.C. na região oeste da África. Ela se estabeleceu no noroeste e centro da Nigéria. Foi descoberta em 1928 durante uma escavação de estanho no Planalto de Jos. A escavação era liderada pelo inglês John Dent-Young, os mineradores encontraram uma escultura de terracota de uma cabeça de macaco, entre outros pés e cabeças que foram posto no museu de Jos.
Estima-se que seu sistema social eram altamente avançados. A cultura é considerada a primeira produtora de terracota em tamanho natural da África subsariana. É sugerido também que ela tenha originado as tribos iorubás pela sua semelhança nas artes da cerâmica.

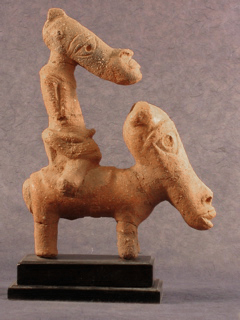
Cavaleiro noque; 53 centímetros, de a anos

O uso do ferro, bem como do smelter e forjamento, datam no mínimo 550 a.C. a mais provavelmente a metade do II milênio a.C. (1600–1500 a.C.)
Baseados nas descobertas que incluem uma vasta região cobrindo inclusive as mediações dos vales de Níger e de Benué, fisiologistas e observadores tem argumentado que um protótipo semelhante ao iorubá criou a Cultura de Noque. Eles atribuíram também o mistério do desaparecimento dessa cultura ao desaparecimento dos iorubás da região norte da Nigéria devido ao massacre, expulsão e prévia assimilação racial sequenciada pela chegada dos povos islâmicos.

### Civilização iorubá
Historicamente é considerado o grupo que dominou parte do território oeste da Nigéria. Sua língua é semelhante à dos Igala, grupo étnico que atualmente vive do lado oposto da Nigéria. Inicialmente essa população não se denominava por si como sendo iorubá, eles eram apenas um grupo com uma etnia e linguagem comum. O termo iorubá é utilizado nos relatos do império de Oió que se firmou hegemônica em toda região da Nigéria antiga.
A origem da civilização Ioruba possui duas vertentes, a primeira é explicada por historiadores que afirmam se originar dos assírios que migraram da região da Meca, se misturou no Egito sendo expulsos mais tarde, e através da liderança de Odudua alcançou as terras de Ifé cerca de 600 a.C., montando ali seu império. A Segunda, considerada mais mítica, pelas afirmações das heranças espirituais dos povos iorubás, afirma-se que são grupos étnicos únicos que se originaram nas terras criadas por Odudua através da delegação divina de Olodumarê, criando a sagrada e espiritual cidade de Ifé Ilé estabelecendo uma dinastia.
Assim os descendentes de Odudua, estabeleceram cada um, seus impérios na região conceituada como Iorubalândia, o maior deles sendo o de Império de Oió.

## Mitos e Ritos
Os machados com cabeça de pedra, importado em grandes quantidades do norte e usados nas aberturas das florestas para o desenvolvimento da agricultura, eram veneradas pelos descendentes iorubás das primeiras civilizações neolíticas como uma "pedra de raio" (èdùn àrá) lançada na terra por Xangô.